# Vrångöskärgårdens naturreservat
Vrångöskärgården är ett naturreservat i Styrsö socken i Göteborgs kommun i Västergötland.
Reservatet ligger i Göteborgs södra skärgård väster om Billdal och Kullavik. Tätorten på Vrångö ingår inte i naturreservatet. Det består av karg, trädfattig skärgård där öarna till stor del består av berg i dagen. Klapperfält och naturhamnar förekommer. 
I floran förekommer mindre vanliga arter som marrisp, vildsparris, krissla, strandmalört (Seriphidium maritimum), ostronört och martorn. 
Inom reservatet förekommer säl. Öarna utgör häckningsplatser för många skärgårdsfågelarter. Där finns olika måsfåglar, ejder, tobisgrissla, gravand, småskrake, labb, strandskata och tornfalk. 
Området är skyddat sedan 1979 och omfattar 5 184 hektar. Det förvaltas av Västkuststiftelsen. Ön Vrångö nås med färjor som utgår från Saltholmen. De andra öarna kan bara nås med egen båt.
Området ingår i EU:s ekologiska nätverk av skyddade områden, Natura 2000.